# Vườn Nhật Bản, Singapore

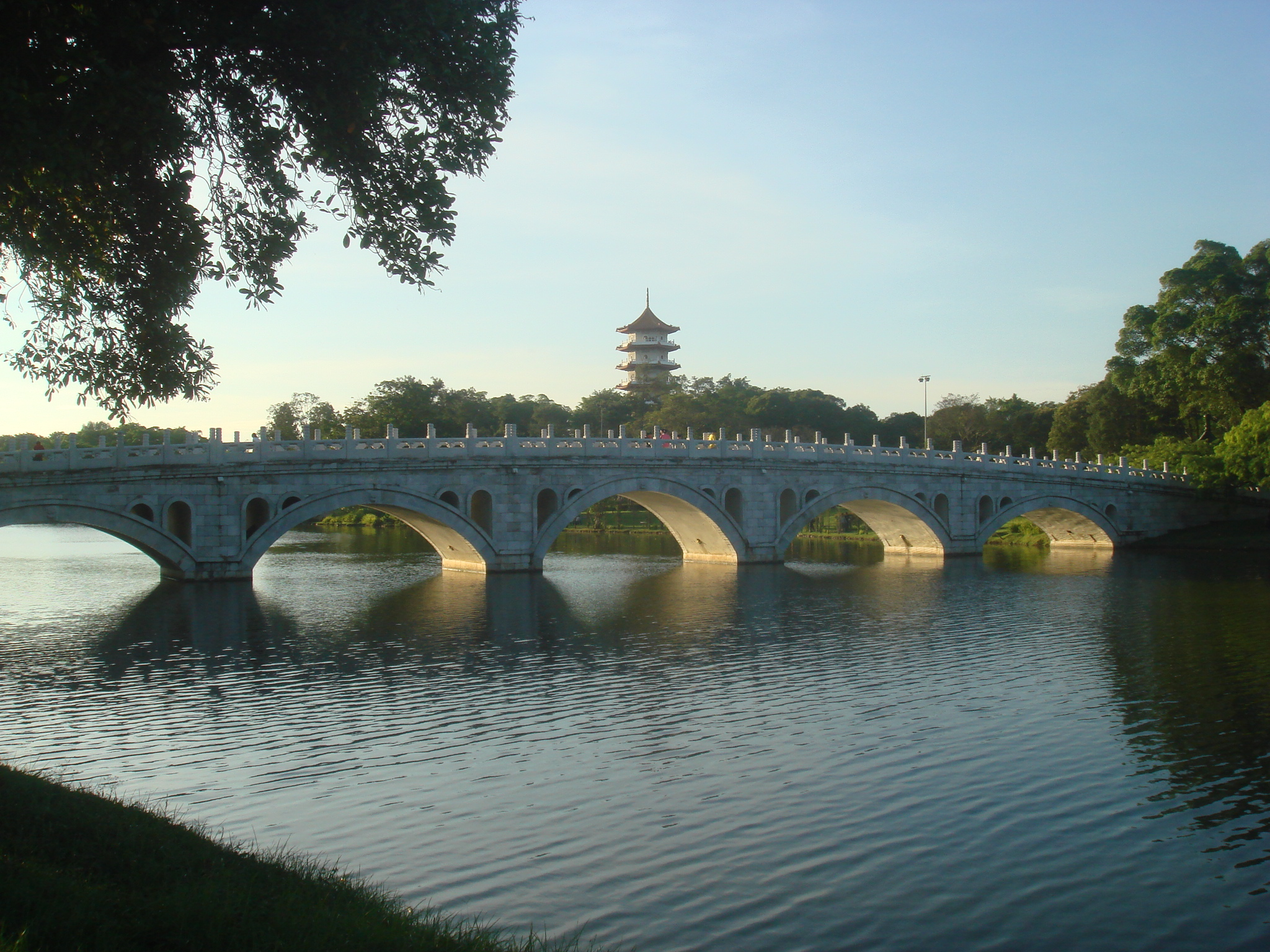
Cầu nối giữa vườn Trung Hoa và Vườn Nhật Bản

Vườn Nhật Bản (Chinese: 星和园), thường được gọi là Vườn Jurong và Seiwaen, là một công viên ở Jurong East, Singapore, được xây dựng từ năm 1974 bởi Jurong Town Corporation.
Khu vườn được xây dựng trên một hòn đảo nhân tạo trong khu vực hồ Jurong và được kết nối với Vườn Trung Hoa bởi Cầu đôi đẹp .

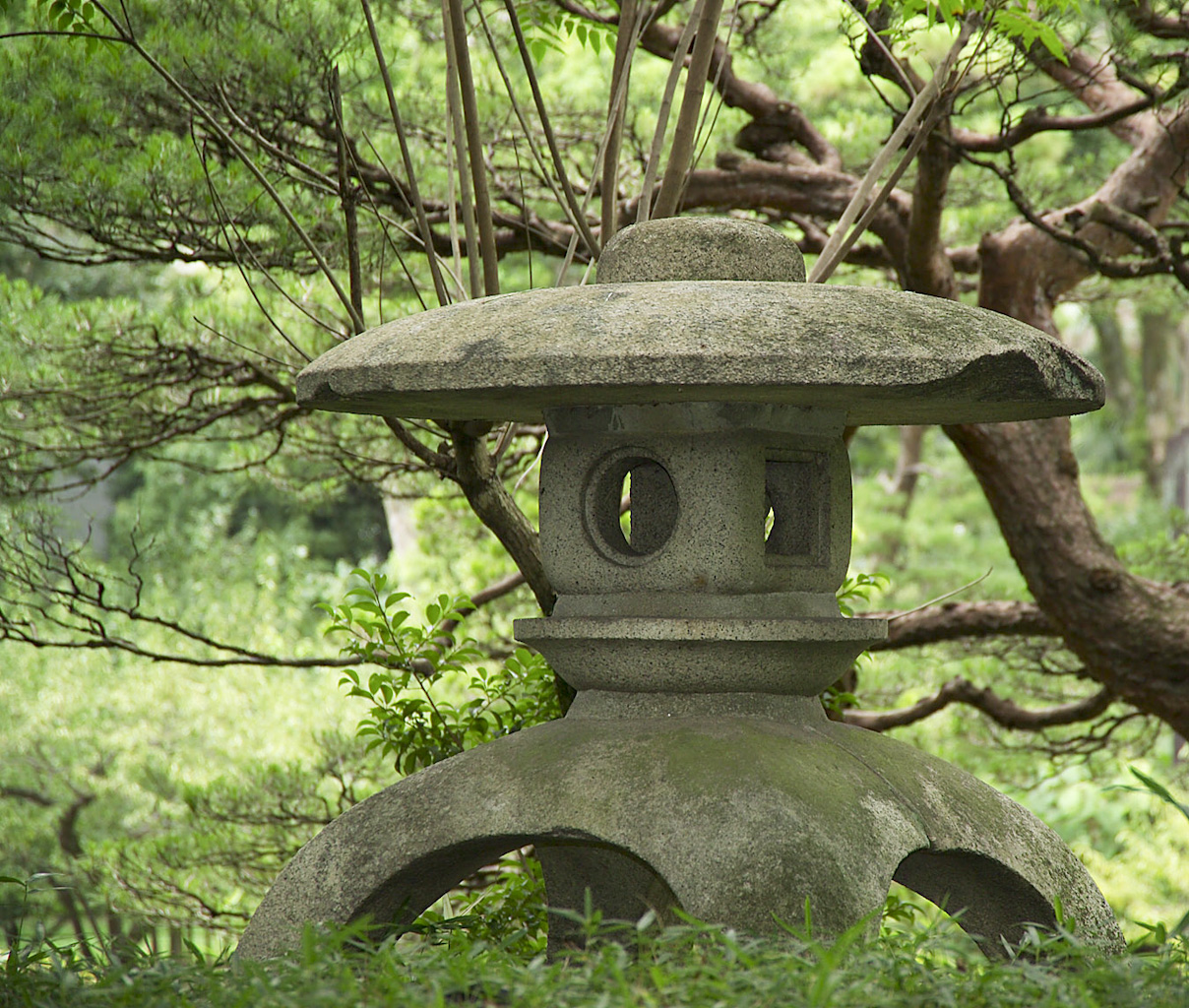
Đá đèn lồng Toro